# سيبروتيرون أسيتات
سيبروتيرون أسيتات (بالإنجليزية: Cyproterone acetate)‏ اختصاراً (CPA)، المعروف أيضاً باسم أندروكور. هو إستيرُوئيدٌ مُضادٌّ لِلذُّكورَة، هو مادة تثبط نشاط هورمونات الذكورة (بالإنجليزية: Androgenic hormones) في الأنسجة المختلفة في الجسم، كما وتقلل من إنتاج الهورمون الذكريّ – تيستوستيرون (بالإنجليزية: Testosterone). بجرعات مرتفعة (50 - 100 مليغرام في اليوم) يُستعمل السيبروتيرون في العلاج الهورمونيّ المضاد للهورمونات الذكريّة ولتثبيط الغريزة الجنسية غير المسيطر عليها لدى الرجال، ولعلاج سرطان البروستاتا، وبجرعات 10 مليغرامات في اليوم، يستعمل لعلاج أعراض الإنتاج الفائض للهورمونات الذكورية في النساء (في حالات تطور شعر زائد على الجسم والوجه، تثخين – خشونة - الصوت، تساقط الشعر «الذكريّ» (ثعلبة ذكرّية الشكل - بالإنجليزية: Androgenetic alopecia) وتضخم كتلة العضل).
خلات سيبروتيرون (CPA)، تباع وحدها تحت اسم العلامة التجارية أندروكورأو مع ايثينيل استراديول تحت أسماء تجارية ديان أو ديان 35 من بين أمور أخرى، هو مضاد الأندروجين والبروجستين الأدوية التي تستخدم في علاج الحالات التي تعتمد على الاندروجين مثل حب الشباب، الشعر الزائد النمو، والبلوغ المبكر، وسرطان البروستاتا، كعنصر من مكونات العلاج الهرموني المؤنث للنساء المتحولات جنسيًا، وفي حبوب منع الحمل. تمت صياغته واستخدامه بمفرده أو بالاشتراك مع الإستروجين ومتاح للاستخدام عن طريق الفم والحقن في العضلات. يتم أخذ سيبروتيرون أسيتات عن طريق الفم مرة إلى ثلاث مرات يوميًا أو عن طريق الحقن مرة أو مرتين في الأسبوع.
تشمل الآثار الجانبية الشائعة لجرعة عالية من سيبروتيرون أسيتات لدى الرجال التثدي (نمو الثدي) والتأنيث. في كل من الرجال والنساء، تشمل الآثار الجانبية المحتملة لاتفاق سيبروتيرون أسيتات انخفاض مستويات الهرمونات الجنسية، والعقم القابل للانعكاس، والضعف الجنسي، والتعب، والاكتئاب، وزيادة الوزن، وارتفاع إنزيمات الكبد. عند تناول جرعات عالية جدًا من كبار السن، يمكن أن تحدث مضاعفات خطيرة في القلب والأوعية الدموية. تشمل التفاعلات الضائرة النادرة والخطيرة لـ سيبروتيرون أسيتات جلطات الدم وتلف الكبد وأنواع معينة من أورام الدماغ الحميدة. يمكن أن يسبب سيبروتيرون أسيتات أيضًا قصورًا في الغدة الكظرية كأثر انسحاب إذا تم إيقافه فجأة من جرعة عالية. يمنع سيبروتيرون أسيتات تأثيرات الأندروجين مثل التستوستيرون في الجسم، وهو ما يفعله عن طريق منعهم من التفاعل مع هدفهم البيولوجي، مستقبلات الأندروجين (AR)، وعن طريق تقليل إنتاجها من قبل الغدد التناسلية وبالتالي تركيزاتها في الجسم. بالإضافة إلى ذلك، له تأثيرات شبيهة بالبروجسترون عن طريق تنشيط مستقبل البروجسترون (PR). كما يمكن أن تنتج ضعف الكورتيزول تشبه آثار بجرعات عالية جدا.
لأن العلاج مضادٌّ لهورمونات الذكورة، فقد يؤدي لتشوهات خِلقية، وعلى النساء في جيل الخصوبة اللاتي يتناولن مستحضر السيبروتيرون تناوله مع حبوب لمنع الحمل. يكون الدمج في الغالب، مع حبوب ذات نشاط هورموني مدموج (بروجستيرونية وإستروجينية - بالإنجليزية: Progestogenic and Estrogenic) يتواجد فيها السيبروتيرون بجرعة منخفضة قدرها 2 ملغم للحبة.
يكفي العلاج، في حالات كثرة الشعر (بالإنجليزية: Hirsutism) بدرجة متوسطة وحب الشباب (بالإنجليزية: Acne)، بحبة مدموجة تحتوي على السَيبروتيرون بجرعة منخفضة. يستعمل كذلك كعلاج هورموني في علاج حالات سرطان البروستاتة.
يوجد هناك خطر، في الجرعات المرتفعة وفي الاستعمال المستمر، لتضرر الكبد وانخفاض إفراز الكورتيزول (بالإنجليزية: Cortisol) من الغدة الكُظرية (Adrenal gland). لذلك، هناك حاجة لإجراء فحوصات دم منتظمة بالإضافة لفحوصات وظائف الكبد (بالإنجليزيةLiver : Functions Test) ووظائف الغدة الكُظرية.

## اكتشاف
تم اكتشاف سيبروتيرون أسيتات في عام 1961. تم تطويره في الأصل كبروجستين. في عام 1965، تم اكتشاف التأثيرات المضادة للأندروجين من سيبروتيرون أسيتات. تم تسويق سيبروتيرون أسيتات لأول مرة، كمضاد للأندروجين، في عام 1973، وكان أول مضاد للأندروجين يتم إدخاله للاستخدام الطبي. بعد بضع سنوات، في عام 1978، تم تقديم اتفاقية السلام الشامل كبروجستين في حبوب منع الحمل. وقد وصف بأنه من «الجيل الأول» من البروجستين. سيبروتيرون أسيتات متاح على نطاق واسع في جميع أنحاء العالم. استثناء هو الولايات المتحدة، حيث لم تتم الموافقة على استخدامها. تم وصف سيبروتيرون أسيتات بأنه مضاد الأندروجين النموذجي.

## الاستخدامات الطبية
يستخدم سيبروتيرون أسيتات كبروجستين ومضاد للأندروجين في تحديد النسل الهرموني وفي علاج الحالات التي تعتمد على الأندروجين. على وجه التحديد، يستخدم سيبروتيرون أسيتات في حبوب منع الحمل المركبة، في علاج البشرة التي تعتمد على الأندروجين وحالات الشعر مثل حب الشباب، الزهم، نمو الشعر الزائد، وفقدان شعر فروة الرأس، مستويات الأندروجين العالية، في العلاج بهرمون المتحولين جنسيا، لعلاج سرطان البروستاتا، لتقليل الدافع الجنسي لدى مرتكبي الجرائم الجنسية أو الرجال المصابين بالبارافيليا أو فرط الرغبة الجنسية، ولعلاج البلوغ المبكر، وللاستخدامات الأخرى  يتم استخدامه بجرعات منخفضة وبجرعات أعلى.
في الولايات المتحدة، حيث لا يتوفر سيبروتيرون أسيتات، يتم استخدام أدوية أخرى ذات تأثيرات مضادة للأندروجين لعلاج الحالات التي تعتمد على الأندروجين بدلاً من ذلك. تشمل الأمثلة على هذه الأدوية مُعدِّلات الهرمون المطلق لموجهة الغدد التناسلية (مُعدِّلات GnRH) مثل ليوبرورلين وديغارليكس، ومضادات الأندروجين المسكنة غير الستيرويدية مثل الفلوتاميد وبيكالوتاميد، مدر للبول والستيرويدية مضاد الأندروجين السبيرونولاكتون، والستيرويد، ومثبطات بروجستين ألفا ميدروكسي بروجستيرون أسيتات، ومثبطات بروجستين ألفا ميدروكسي بروجستيرون أسيتات وفيناستريد ودوتاستيريدي. يتم استخدام مضادات الأندروجين الستيرويدية وأسيتات البروجستين كلورمادينون كبديل لاتفاقية السلام الشامل في اليابان وكوريا الجنوبية وعدد قليل من البلدان الأخرى.

### تنظيم النسل
يستخدم سيبروتيرون أسيتات مع ايثينيل استراديول بمثابة المشترك حبوب منع الحمل لمنع الحمل. تركيبة تحديد النسل هذه متوفرة منذ عام 1978. يتم تناول التركيبة مرة واحدة يوميًا لمدة 21 عامًا يومًا، تليها فاصل زمني مجاني لمدة 7 أيام. كان سيبروتيرون أسيتات متاحًا أيضًا في تركيبة مع استراديول فاليرات (الاسم التجاري Femilar) كحبوب منع الحمل المركبة في فنلندا منذ عام 1993. أقراص سيبروتيرون أسيتات ذات الجرعات العالية لها تأثير مانع للحمل ويمكن استخدامها كشكل من أشكال تحديد النسل، على الرغم من أنها غير مرخصة بشكل خاص على هذا النحو.

### شروط الجلد والشعر

#### إناث
يستخدم سيبروتيرون أسيتات كمضاد للأندروجين لعلاج حالات الجلد والشعر التي تعتمد على الأندروجين مثل حب الشباب، الزهم، الشعرانية (نمو الشعر الزائد)، تساقط شعر فروة الرأس، والتهاب الغدد العرقية القيحي عند النساء. تتفاقم هذه الحالات بسبب وجود الأندروجين، ومن خلال قمع مستويات الأندروجين وعرقلة أفعالهم، يحسن سيبروتيرون أسيتات أعراض هذه الحالات. يستخدم سيبروتيرون أسيتات لعلاج مثل هذه الحالات بجرعات منخفضة كحبوب منع الحمل ومن تلقاء نفسه بجرعات أعلى. تم العثور على حبوب منع الحمل التي تحتوي على جرعة منخفضة من سيبروتيرون أسيتات بالاشتراك مع إيثينيل إيستراديول لعلاج حب الشباب، مما يؤدي إلى تحسن شامل في 75 إلى 90 ٪ من النساء، مع استجابات تقترب من 100 ٪. تم العثور على جرعة عالية من سيبروتيرون أسيتات وحدها بالمثل لتحسين أعراض حب الشباب بنسبة 75 إلى 90٪ لدى النساء. تم العثور على وقف سيبروتيرون أسيتات يؤدي إلى تكرار ملحوظ للأعراض في ما يصل إلى 70 ٪ من النساء. سيبروتيرون أسيتات هو أحد الأدوية الأكثر استخدامًا في علاج الشعرانية وفرط الأندروجين ومتلازمة المبيض المتعدد الكيسات لدى النساء في جميع أنحاء العالم.
يتم استخدام جرعات أعلى من سيبروتيرون أسيتات مع هرمون الاستروجين على وجه التحديد بجرعات من 25 إلى 100 ملغ / يوم بشكل دوري في علاج الشعرانية عند النساء. يبدو أن فعالية هذه الجرعات من سيبروتيرون أسيتات في علاج الشعرانية عند النساء مماثلة لتلك التي من سبيرونولاكتون، فلوتاميد، فيناسترايد. وجدت التجارب المعشاة ذات الشواهد أن جرعات أعلى من سيبروتيرون أسيتات (على سبيل المثال، 20 ملغ / يوم أو 100 ملغ / يوم) بشكل دوري إلى حبوب منع الحمل التي تحتوي على إيثينيل إستراديول و 2 ملغم / يوم كان سيبروتيرون أسيتات أكثر فعالية أو بشكل هامشي أكثر فعالية في علاج الشعرانية الشديدة لدى النساء من حبوب منع الحمل وحدها. علاج الصيانة بجرعات أقل من سيبروتيرون أسيتات، مثل 25 ملغم / يوم فعال في منع انتكاس أعراض الشعرانية. عادة ما يتم دمج سيبروتيرون أسيتات مع إيتانول إيستراديول، ولكن يمكن بدلاً من ذلك استخدامه مع جرعات العلاج بالهرمونات البديلة من استراديول بدلاً من ذلك. سيبروتيرون أسيتات بجرعة 50 ملغ / يوم بالاشتراك مع 100 تم العثور على ميكروغرام / يوم لصقات استراديول عبر الجلد لتكون فعالة في علاج الشعرانية على غرار الجمع بين سيبروتيرون أسيتات مع إيتانول إيستراديول.
يبدو أن فعالية الجمع بين الإستروجين وسيبروتيرون أسيتات في علاج الشعرانية عند النساء ترجع إلى التثبيط الملحوظ لمستويات الأندروجين الكلية والحرة بالإضافة إلى الحصار الإضافي لمستقبلات الأندروجين.

#### ذكور
ثبت أن سيبروتيرون أسيتات فعال في علاج حب الشباب عند الذكور، مع تحسن ملحوظ في الأعراض لوحظ بجرعات 25 و 50 و 100 ملغ / يوم في دراسات مختلفة. يمكن أن يوقف أيضًا تطور تساقط شعر فروة الرأس عند الرجال. لوحظ زيادة شعر الرأس وانخفاض شعر الجسم مع سيبروتيرون أسيتات لدى الرجال الذين يعانون من تساقط شعر فروة الرأس. ومع ذلك، فإن آثاره الجانبية في الرجال، مثل إزالة الذكورة، والتثدي، والضعف الجنسي، وفقدان كثافة العظام، والعقم القابل للانعكاس، تجعل استخدام سيبروتيرون أسيتات في الذكور غير عملي في معظم الحالات. بالإضافة إلى ذلك، جرعات أقل من سيبروتيرون أسيتات، مثل 25 ملغ / يوم، وجد أنه يمكن تحمله بشكل أفضل عند الرجال. لكن مثل هذه الجرعات تظهر أيضًا فعالية أقل في علاج حب الشباب عند الرجال.

### ارتفاع مستويات الأندروجين
يستخدم سيبروتيرون أسيتات كمضاد للأندروجين لعلاج ارتفاع مستويات الأندروجين والأعراض المرتبطة به مثل الذكورة بسبب حالات مثل متلازمة تكيس المبايض (PCOS) وتضخم الغدة الكظرية الخلقي (CAH) عند النساء. يتم دمجه دائمًا تقريبًا مع هرمون الاستروجين، مثل إيثينيل إيستراديول، عند استخدامه في علاج متلازمة تكيس المبايض لدى النساء.

### العلاج بالهرمونات

#### العلاج الهرموني لانقطاع الطمث
يستخدم سيبروتيرون أسيتات بجرعات منخفضة في العلاج الهرموني لانقطاع الطمث بالاشتراك مع هرمون الاستروجين لتوفير حماية بطانة الرحم وعلاج أعراض سن اليأس. يستخدم في العلاج الهرموني لانقطاع الطمث تحت الاسم التجاري كليمين وهو مستحضر متسلسل يحتوي على 2 ملغ استراديول فاليرات و 1 ملغ سيبروتيرون أسيتات. كان ليمينأ ول منتج يتم تسويقه للاستخدام في العلاج الهرموني لانقطاع الطمث المحتوي على سيبروتيرون أسيتات. كان متوفرا في أكثر من 40 بلدان.

#### العلاج بهرمون المتحولين جنسيا
يستخدم سيبروتيرون أسيتات على نطاق واسع كمضاد للأندروجين والبروجستيرون في العلاج الهرموني المؤنث للنساء المتحولات جنسياً. يتم استخدامه عن طريق الفم بجرعة من 10 إلى 100 ملغ / يوم عن طريق الحقن العضلي بجرعة 300 ملغ مرة كل 4 أسابيع. لقد وجدت الدراسات أن 10 و 25 و 50 ملغ / يوم سيبروتيرون أسيتات بالاشتراك مع الاستروجين تؤدي جميعها إلى قمع مكافئ وكامل لهرمون التستوستيرون لدى النساء المتحولات جنسياً. في ضوء مخاطر سيبروتيرون أسيتات مثل التعب وجلطات الدم وأورام الدماغ الحميدة وتلف الكبد، قد يساعد استخدام جرعات أقل من الدواء في تقليل هذه المخاطر. الآثار الجانبية لاتفاق السلام الشامل، مثل إزالة الذكورة وانخفاض الرغبة الجنسية، أكثر قبولًا للنساء المتحولات جنسيًا من الرجال (رابطة الدول المستقلة).
تم استخدام سيبروتيرون أسيتات أيضًا كمانع للبلوغ وبالتالي كمضاد للأندروجين ومضاد للإستروجين لقمع سن البلوغ لدى الشباب المتحولين جنسياً، على الرغم من استخدام مُعدِّلات GnRH بشكل أساسي لهذا الغرض.

### سرطان البروستات
يستخدم سيبروتيرون أسيتات كعلاج وحيد مضاد للأندروجين ووسيلة لعلاج الحرمان من الأندروجين في العلاج الملطف لسرطان البروستاتا لدى الرجال. يتم استخدامه بجرعات عالية جدًا عن طريق الفم أو الحقن العضلي لعلاج هذا المرض. لا تعالج مضادات الأندروجين سرطان البروستاتا، لكنها يمكن أن تطيل عمر الرجال المصابين بهذا المرض بشكل ملحوظ. سيبروتيرون أسيتات له فعالية مماثلة لمعدلات GnRH والإخصاء الجراحي، وعلاج الإستروجين بجرعة عالية (على سبيل المثال، مع ثنائي إيثيلستيلبيسترول)، وجرعة عالية من العلاج الأحادي غير الستيرويدي بمضادات الأندروجين (على سبيل المثال، مع بيكالوتاميد)، ولكن فعالية أقل بكثير من حصار الأندروجين المشترك مع مُعدِّل GnRH ومضاد الأندروجين غير الستيرويدي (على سبيل المثال، مع بيكالوتاميد أو إنزالوتاميد). بالإضافة إلى ذلك، لم يتم العثور على توليفة سيبروتيرون أسيتات مع مُعدِّل GnRH أو الإخصاء الجراحي لتحسين النتائج بالنسبة إلى مُعدِّل GnRH أو الإخصاء الجراحي وحده، على عكس مضادات الأندروجين غير الستيرويدية. نظرا لفعاليته رديئة، التحمل، والسلامة، ونادرا ما يستخدم سيبروتيرون أسيتات في علاج سرطان البروستاتا اليوم، بعد أن حلت محلها إلى حد كبير جهري نره ومضادات الأندروجين المسكنة. سيبروتيرون أسيتات هو مضاد الأندروجين الستيرويدي الوحيد الذي يستمر استخدامه في علاج سرطان البروستاتا.
لم يتم إجراء دراسات مدى جرعة سيبروتيرون أسيتات لسرطان البروستاتا، ولم يتم تحديد الجرعة المثلى من سيبروتيرون أسيتات لعلاج الحالة. نطاق جرعة من سيبروتيرون أسيتات عن طريق الفم من 100 إلى 300 ملغ / يوم يستخدم في علاج سرطان البروستاتا، ولكن بشكل عام من 150 إلى 200 ملغ / يوم يتم استخدام سيبروتيرون أسيتات عن طريق الفم. استعرض شرودر (1993، 2009) مسألة جرعة سيبروتيرون أسيتات وأوصى بجرعة من 200 إلى 300 ملغ / يوم لـ سيبروتيرون أسيتات كعلاج وحيد وجرعة من 100 إلى 200 ملغ / يوم لـ سيبروتيرون أسيتات في حصار الأندروجين المشترك (أي، سيبروتيرون أسيتات بالاشتراك مع الإخصاء الجراحي أو الطبي). ومع ذلك، فقد وجد أن الجمع بين سيبروتيرون أسيتات والإخصاء لسرطان البروستاتا يقلل بشكل كبير من البقاء على قيد الحياة مقارنة بالإخصاء وحده  ومن ثم، فإن استخدام سيبروتيرون أسيتات كعنصر مضاد للأندروجين في حصار الأندروجين المشترك يبدو غير مستحسن. عند استخدامه عن طريق الحقن العضلي لعلاج سرطان البروستاتا، يتم استخدام سيبروتيرون أسيتات بجرعة 300 ملغ مرة في الأسبوع.
تم استخدام مزيج سيبروتيرون أسيتات مع هرمون الاستروجين مثل إيثينيل إستراديول سلفونات أو جرعة منخفضة من ثنائي إيثيل ستيلبوستيرول كشكل من أشكال حصار الأندروجين وكبديل لمزيج سيبروتيرون أسيتات مع الإخصاء الجراحي أو الطبي.

### الانحراف الجنسي
يستخدم سيبروتيرون أسيتات كمضاد للأندروجين وشكل من أشكال الإخصاء الكيميائي في علاج الشذوذ جنسي وفرط النشاط الجنسي لدى الرجال. يتم استخدامه لعلاج مرتكبي الجرائم الجنسية. تمت الموافقة على الدواء في أكثر من 20 البلدان لهذا المؤشر ويعمل في الغالب في كندا وأوروبا والشرق الأوسط. يعمل سيبروتيرون أسيتات عن طريق تقليل الدافع الجنسي والإثارة الجنسية وإنتاج الخلل الوظيفي الجنسي. يمكن أيضًا استخدام سيبروتيرون أسيتات لتقليل الدافع الجنسي لدى الأفراد ذوي السلوكيات الجنسية غير اللائقة، مثل الأشخاص ذوي الإعاقة الذهنية والخرف. هذا الدواء مفيد أيضًا في علاج السلوك الجنسي المضر بالنفس، مثل الماسوشية. سيبروتيرون أسيتات له فعالية مماثلة لميدروكسي بروجستيرون أسيتات في قمع الرغبة الجنسية والوظيفة ولكن يبدو أنه أقل فعالية من معدِّلات GnRH مثل ليوبرورلين وله آثار جانبية أكثر.
يقلل سيبروتيرون أسيتات بجرعة عالية بشكل كبير من التخيلات الجنسية والنشاط الجنسي لدى 80 إلى 90٪ من الرجال المصابين بالبارافيليا. بالإضافة إلى ذلك، وجد أنه يقلل من معدل إعادة الإجرام في مرتكبي الجرائم الجنسية من 85٪ إلى 6٪، مع ارتكاب معظم الجرائم المرتكبة من قبل أفراد لم يتبعوا وصفة علاج سيبروتيرون أسيتات الخاصة بهم. تم الإبلاغ عن أنه في 80 ٪ من الحالات، 100 ملغ / يوم سيبروتيرون أسيتات كافٍ لتحقيق التخفيض المرغوب في النشاط الجنسي، بينما في الـ 20٪ المتبقية من الحالات، 200 ملغ / يوم كافٍ. عند الرغبة في تقليل النشاط الجنسي بشكل جزئي فقط، 50 ملغ / يوم سيبروتيرون أسيتات يمكن أن تكون مفيدة. يحدث انخفاض في الرغبة الجنسية ووظيفة الانتصاب مع سيبروتيرون أسيتات بحلول نهاية الأسبوع الأول من العلاج، ويصبح الحد الأقصى في غضون ثلاثة إلى أربعة أسابيع. نطاق الجرعة من 50 إلى 300 ملغ / يوم.

### البلوغ المبكر
يستخدم سيبروتيرون أسيتات كمضاد للأندروجين ومضاد للإستروجين لعلاج البلوغ المبكر عند الأولاد والبنات. ومع ذلك، فهو ليس مرضيًا تمامًا لهذا المؤشر لأنه غير قادر على قمع سن البلوغ تمامًا. لهذا السبب، تم استبدال سيبروتيرون أسيتات في الغالب من قبل منبهات GnRH في علاج البلوغ المبكر. سيبروتيرون أسيتات غير مرضٍ للبلوغ المبكر المستقل لموجهة الغدد التناسلية. تم استخدام سيبروتيرون أسيتات بجرعات من 50 إلى 300 ملغ / م 2 لعلاج البلوغ المبكر.

### استخدامات أخرى
سيبروتيرون أسيتات مفيد في علاج الهبات الساخنة، على سبيل المثال بسبب العلاج بالحرمان من الأندروجين لسرطان البروستاتا.
سيبروتيرون أسيتات مفيد لقمع توهج التستوستيرون عند بدء العلاج بناهض GnRH. وقد تم استخدامه بنجاح بمفرده وبالاشتراك مع هرمون الاستروجين مثل ثنائي إيثيلستيلبيسترول لهذا الغرض.

### النماذج المتاحة
سيبروتيرون أسيتات متاح في شكل أقراص عن طريق الفم وحدها (جرعة أعلى؛ 10 ملغ، 50 ملغ، 100 ملغ) أو بالاشتراك مع إيثينيل إيستراديول أو استراديول فاليرات (جرعة منخفضة؛ 1 أو 2 ملغ سيبروتيرون أسيتات) وفي شكل أمبولات للحقن العضلي (جرعة أعلى؛ 100 مجم / مل، 300 ملغ / 3 مل. اسم العلامة التجارية أندروكور ديبوت).
وتستخدم هذه التركيبات جرعة أعلى لسرطان البروستاتا وعلاج وبعض أخرى المؤشرات ذات الصلة الاندروجين في حين تستخدم الصياغات منخفض الجرعة التي لها أيضا الاستروجين كما مجتمعة حبوب منع الحمل، وتستخدم في العلاج الهرموني بعد انقطاع الطمث لعلاج انقطاع الطمث الأعراض.

## موانع
تشمل موانع سيبروتيرون أسيتات ما يلي:
- فرط الحساسية تجاه سيبروتيرون أسيتات أو أي من مكونات الدواء الأخرى.
- الحمل والرضاعة والرضاعة.
- البلوغ (إلا إذا تم استخدامه لعلاج البلوغ المبكر أو تأخير البلوغ).
- أمراض الكبد واختلال وظائف الكبد.
- فشل كلوي مزمن.
- متلازمة دوبين جونسون ومتلازمة روتور.
- تاريخ من اليرقان أو الحكة المستمرة أثناء الحمل.
- تاريخ القوباء أثناء الحمل.
- أورام الكبد السابقة أو الموجودة (فقط إن لم يكن بسبب النقائل من سرطان البروستاتا).
- الورم السحائي السابق أو الموجود أو فرط برولاكتين الدم أو الورم البرولاكتيني.
- متلازمات الهزال (باستثناء سرطان البروستاتا غير القابل للجراحة).
- اكتئاب حاد.
- عمليات الانسداد التجلطي السابقة أو الحالية، وكذلك السكتة الدماغية واحتشاء عضلة القلب.
- مرض السكري الشديد مع تغيرات الأوعية الدموية.
- فقر الدم المنجلي.

عندما يتم استخدام سيبروتيرون أسيتات مع هرمون الاستروجين، ينبغي أيضًا مراعاة موانع حبوب منع الحمل.

## آثار جانبية
يعتبر سيبروتيرون أسيتات جيد التحمل بشكل عام وله مظهر جانبي خفيف بغض النظر عن الجرعة عند استخدامه مع هرمون الاستروجين عند النساء. تشمل الآثار الجانبية لاتفاق السلام الشامل بشكل عام قصور الغدد التناسلية (انخفاض مستويات الهرمون الجنسي) والأعراض المرتبطة به مثل إزالة الذكورة، والعجز الجنسي، والعقم، وهشاشة العظام (هشاشة العظام)؛ تغيرات في الثدي مثل إيلام الثدي، وتضخم الثدي، والتثدي (الثدي عند الرجال)؛ التغيرات العاطفية مثل التعب والاكتئاب. وغيرها من الآثار الجانبية مثل نقص فيتامين ب 12، وتأثيرات الجلوكورتيكويد الضعيفة، وارتفاع إنزيمات الكبد. يمكن أن تحدث زيادة الوزن مع سيبروتيرون أسيتات عند استخدامها بجرعات عالية. يمكن تحسين بعض الآثار الجانبية لـ سيبروتيرون أسيتات أو منعها تمامًا إذا تم دمجها مع هرمون الاستروجين لمنع نقص هرمون الاستروجين. تتوفر بيانات كمية قليلة عن العديد من الآثار الجانبية المحتملة لاتفاق السلام الشامل. بيانات التحمل المجمعة لـ سيبروتيرون أسيتات غير متوفرة في الأدبيات.
عند تناول جرعات عالية جدًا من الرجال المسنين المصابين بسرطان البروستاتا، يمكن أن يسبب سيبروتيرون أسيتات آثارًا جانبية على القلب والأوعية الدموية. نادرًا ما ينتج عن سيبروتيرون أسيتات جلطات دموية وتسمم الكبد (بما في ذلك التهاب الكبد وفشل الكبد وسرطان الكبد) ومستويات عالية جدًا من البرولاكتين وبعض أورام الدماغ الحميدة بما في ذلك الأورام السحائية (أورام السحايا) وأورام البرولاكتين (أورام إفراز البرولاكتين في الغدة النخامية غدة). عند التوقف عن تناول الجرعات العالية، يمكن أن يؤدي سيبروتيرون أسيتات إلى قصور الغدة الكظرية كأثر انسحاب.

## جرعة مفرطة
سيبروتيرون أسيتات آمن نسبيًا في حالة الجرعة الزائدة الحادة. يتم استخدامه بجرعات عالية جدًا تصل إلى 300 ملغ / يوم عن طريق الفم و 700 ملغ أسبوعيا عن طريق الحقن العضلي. للمقارنة، جرعة سيبروتيرون أسيتات المستخدمة في حبوب منع الحمل هي 2 ملغ / يوم. لم تكن هناك وفيات مرتبطة بجرعة زائدة من اتفاق السلام الشامل. لا توجد ترياق محدد لجرعة زائدة من سيبروتيرون أسيتات، ويجب أن يعتمد العلاج على الأعراض. يمكن استخدام غسيل المعدة في حالة تناول جرعة زائدة عن طريق الفم خلال 2 إلى 3 مرات ساعات.

## التفاعلات
قد تتفاعل مثبطات ومحفزات إنزيم السيتوكروم P450 CYP3A4 مع سيبروتيرون أسيتات. تشمل أمثلة مثبطات CYP3A4 القوية الكيتوكونازول، والإيتراكونازول، وكلوتريمازول، وريتونافير، بينما تشمل الأمثلة على محفزات CYP3A4 القوية ريفامبيسين، ريفامبين، فينيتوين، كاربامازيبين، فينوباربيتال، ونبتة سانت جون . يمكن لبعض الأدوية المضادة للاختلاج أن تقلل إلى حد كبير من مستويات سيبروتيرون أسيتات بمقدار 8 أضعاف.

## علم العقاقير

### الديناميكا الدوائية
سيبروتيرون أسيتات هي مضادات أندروجينة النشاط،  بروجيستيرونية النشاط،  ضعيف الجزئي جلايكورتيكود النشاط،  ضعيف توليد الستيرويد المانع النشاط،  وناهض النشاط في بريغنان X مستقبل. ليس له نشاط استروجين أو مضاد قشراني معدني ‏. من حيث الفاعلية، يوصف سيبروتيرون أسيتات بأنه مركب بروجستيروني قوي للغاية، ومضاد للأندروجين قوي بشكل معتدل، وجلوكوكورتيكويد ضعيف. بسبب نشاط بروجستيرونية المفعول، فإن سيبروتيرون أسيتات لها تأثيرات مضادة للغدد التناسلية، وهي قادرة على قمع الخصوبة ومستويات هرمون الجنس في كل من الذكور والإناث.

### الدوائية
طريق الفم أو عن طريق الحقن في العضلات . له التوافر الحيوي الفموي شبه الكامل، وهو مرتبط بشكل كبير وحصري بالألبومين من حيث ارتباط بروتين البلازما، ويتم استقلابه في الكبد عن طريق الهيدروكسيل والاقتران، ويحتوي على 15β-هيدروكسي بروتيرون أسيتات (15β-OH-سيبروتيرون أسيتات) كمستقلب رئيسي واحد نشط، له عمر نصفي طويل للإزالة من حوالي 2 إلى 4 أيام بغض النظر عن طريقة الإعطاء، ويتم إخراجها في البراز بشكل أساسي وبدرجة أقل في البول .

## كيمياء
سيبروتيرون أسيتات، المعروف أيضًا باسم 1α، 2αالميثيلين-6-كلورو -17 ألفا-أسيتوكسي -6-البروجسترون أو 1α، 2α-ميثيلين-6-كلورو-17 ألفا-هيدروكسي بريجنا-4,6-دين-3,20-ديون خلات، هو الاصطناعية بريغنان الستيرويد والأسيتيل مشتق من 17α-هيدروكسي. يرتبط هيكليا لغيرها من المشتقات 17α-هيدروكسي مثل خلات كلورمادينون، كابروات هيدروكسي، خلات ميدروكسي، وخلات ميجيستيرول .

### نتيجة الجمع بين الطريحة والنقيضة
تم نشر التوليفات الكيميائية لاتفاقية السلام الشامل. فيما يلي أحد هذه التوليفات:

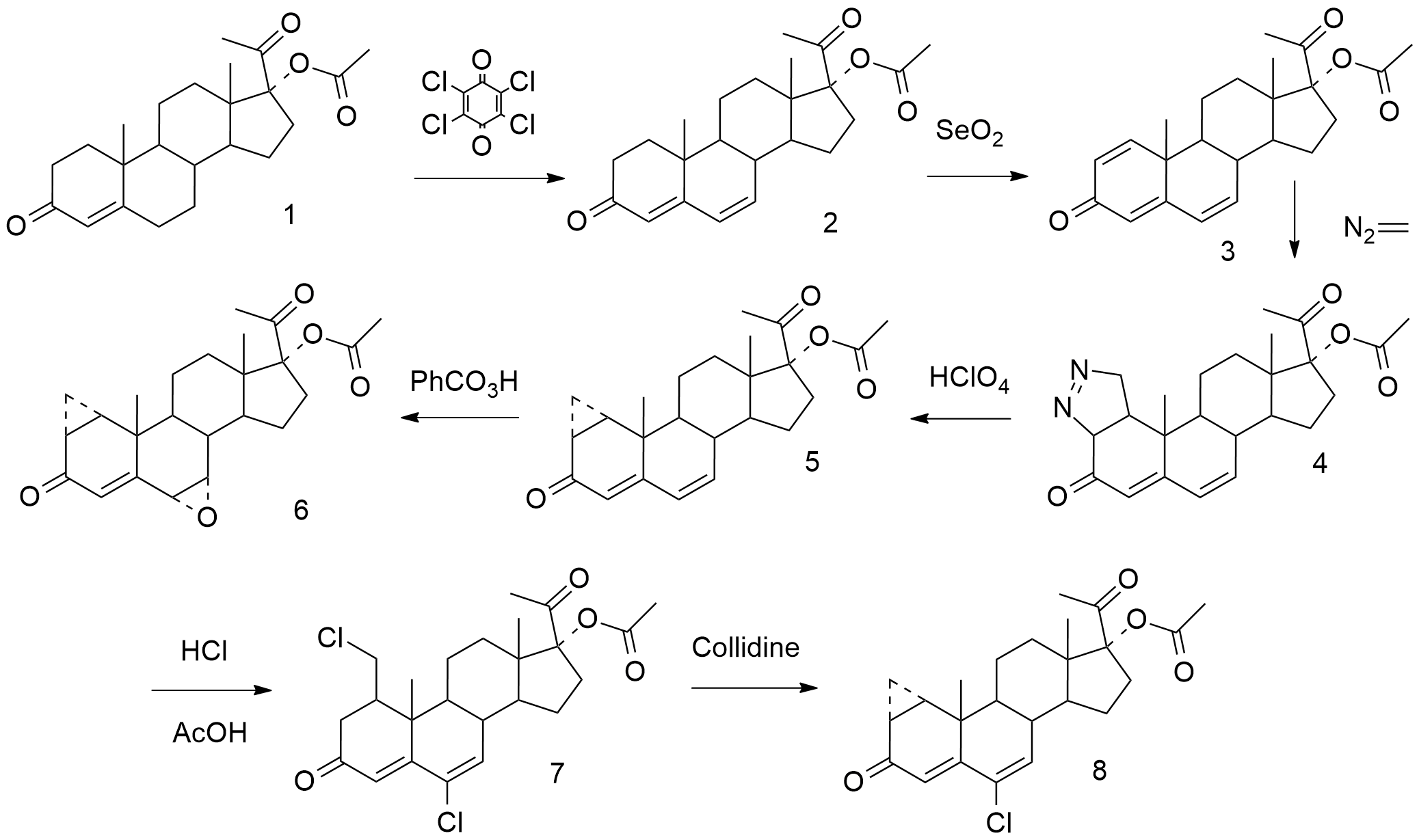
التوليف الجزئي لـ سيبروتيرون أسيتات، باستخدام أسيتات الهيدروكسي بروجستيرون كمادة أولية، بواسطة ويتشيرت&نيومان (1965) وويتشيرت (1966).

## التاريخ
تم تصنيع اتفاق السلام الشامل لأول مرة في عام 1961 من قبل رودولف ويتشر، موظف في شركة شيرينغ، وبالتعاون مع فريدموند نيومان في برلين، قاموا بتقديم براءة اختراع لـ سيبروتيرون أسيتات كـ «وكيل بروجستيشن» في عام 1962. تم اكتشاف النشاط المضاد للأندروجين لاتفاقية السلام الشامل بالصدفة من قبل حمادة ونومان وكارل جونكمان في عام 1963. جنبا إلى جنب مع مضادات الأندروجين الستيرويدية benorterone (17α -methyl- B -nortestosterone؛ SKF-7690)، cyproterone، BOMT (Ro 7-2340)، وtrimethyltrienolone (R-2956) ومضادات الأندروجين غير الستيرويدية فلوتاميد وDIMP (Ro 7-8117)، كان سيبروتيرون أسيتات أحد أول مضادات الأندروجين التي تم اكتشافها والبحث فيها.
تم تطوير اتفاقية السلام الشامل في البداية كمركب بروجستيرون لمنع الإجهاض المهدّد . كجزء من تطوره، تم تقييم نشاطه الأندروجيني للتأكد من أنه لن ينتج عنه آثار ماسخة في الأجنة الإناث. تم إعطاء الدواء للفئران الحوامل ودُرست آثاره على أجنة الفئران. ولدهشة الباحثين، بدا أن جميع صغار الفئران المولودة من الإناث. بعد 20 تم إحصاء إناث الفئران الصغيرة على التوالي، وكان من الواضح أن هذا لا يمكن أن يكون صدفة. تم تقييم صغار الفئران بشكل أكبر ووجد أنه من حيث النمط النووي، كان حوالي 50 ٪ من الذكور في الواقع. تم تأنيث ذكور الفئران الصغيرة، وشكلت هذه النتيجة اكتشاف نشاط مضاد الأندروجين القوي لـ سيبروتيرون أسيتات. بعد عام من الموافقة على براءة الاختراع في عام 1965، نشر نيومان دليلًا إضافيًا على تأثير سيبروتيرون أسيتات المضاد للأندروجين في الفئران ؛ أبلغ عن «التأثير التنظيمي لاتفاقية السلام الشامل على الدماغ». بدأ استخدام سيبروتيرون أسيتات في التجارب على الحيوانات في جميع أنحاء العالم للتحقيق في كيفية تأثير مضادات الأندروجين على التمايز الجنسي للجنين.
حدث أول استخدام سريري لاتفاقية السلام الشامل في علاج الانحراف الجنسي وسرطان البروستاتا في عام 1966. تمت دراسته لأول مرة في علاج أعراض الجلد والشعر التي تعتمد على الأندروجين، وتحديداً حب الشباب، والشعرانية، والإسهال، وتساقط شعر فروة الرأس، في عام 1969. تمت الموافقة على سيبروتيرون أسيتات لأول مرة للاستخدام الطبي في عام 1973 في أوروبا تحت الاسم التجاري Androcur. في عام 1977، تم تقديم تركيبة سيبروتيرون أسيتات للاستخدام عن طريق الحقن العضلي. تم تسويق سيبروتيرون أسيتات لأول مرة على أنه حبوب منع الحمل في عام 1978 بالاشتراك مع ethinylestradiol تحت الاسم التجاري Diane. بعد التجارب السريرية للمرحلة الثالثة، تمت الموافقة على اتفاق السلام الشامل لعلاج سرطان البروستاتا في ألمانيا في عام 1980. أصبح سيبروتيرون أسيتات متاحًا في كندا باسم Androcur في 1987، و Androcur Depot في 1990، و Diane-35 في 1998. على العكس من ذلك، لم يتم تقديم سيبروتيرون أسيتات بأي شكل من الأشكال في الولايات المتحدة . وبحسب ما ورد كان هذا بسبب مخاوف بشأن أورام الثدي التي لوحظت مع جرعة عالية من مركبات بروجستيرونية المفعول للحمل في كلاب بيغل وكذلك مخاوف بشأن المسخية المحتملة في النساء الحوامل. تم الإبلاغ عن استخدام اتفاق السلام الشامل في النساء المتحولات جنسيًا، وهو مؤشر خارج التسمية، في وقت مبكر من عام 1977. كان استخدام اتفاق السلام الشامل في النساء المتحولات جندريًا راسخًا في أوائل التسعينيات.
تمت مراجعة تاريخ سيبروتيرون أسيتات، بما في ذلك اكتشافه وتطويره وتسويقه.

## المجتمع والثقافة

### أسماء عامة
الاسم الإنجليزي والعام لـ سيبروتيرون أسيتات هو cyproterone acetate وهذا هو USAN و BAN و JAN. الاسم الإنجليزي والعام لـ cyproterone unacetylated هو cyproterone وهذا هو INN و BAN،  بينما cyprotérone هو اسم DCF والاسم الفرنسي و ciproterone هو اسم DCIT DCIT الإيطالي . اسم cyproterone غير المعتمد في اللاتينية هو cyproteronum، وفي الألمانية سيبروتيرون، وفي الإسبانية سيبروتيرون . تتوافق أسماء cyproterone هذه مع سيبروتيرون أسيتات إلى acétate de cyprotérone باللغة الفرنسية، و acetato de ciproterona باللغة الإسبانية، و ciproterone acetato باللغة الإيطالية، و cyproteronacetat باللغة الألمانية، و cyproteronacetaat باللغة الهولندية، و ciproteron acetat باللغة السلافية. تُعرف سيبروتيرون أسيتات أيضًا بأسماء الكود التطويري SH-80714 و SH-714، بينما يُعرف cyproterone غير المسمى بأسماء الرموز التطويرية SH-80881 و SH-881 .

### ماركات
يتم تسويق سيبروتيرون أسيتات تحت أسماء تجارية مثل Androcur و Androcur Depot و Androcur-100 و Androstat و Asoteron و Cyprone و Cyproplex و Cyprostat و Cysaxal و Imvel و Siterone. عندما تتم صياغة سيبروتيرون أسيتات بالاشتراك مع ethinylestradiol، فإنه يُعرف أيضًا باسم co-cyprindiol، وتشمل الأسماء التجارية لهذه الصيغة Andro-Diane و Bella HEXAL 35 و Chloe و Cypretil و Cypretyl و Cyproderm و Diane و Diane Mite و Diane-35، Dianette و Dixi 35 و Drina و Elleacnelle و Estelle و Estelle-35 و Ginette و Linface و Minerva و Vreya و Zyrona. يتم تسويق سيبروتيرون أسيتات أيضًا بالاشتراك مع استراديول فاليرات مثل Climen و Climene و Elamax و Femilar.

### التوفر

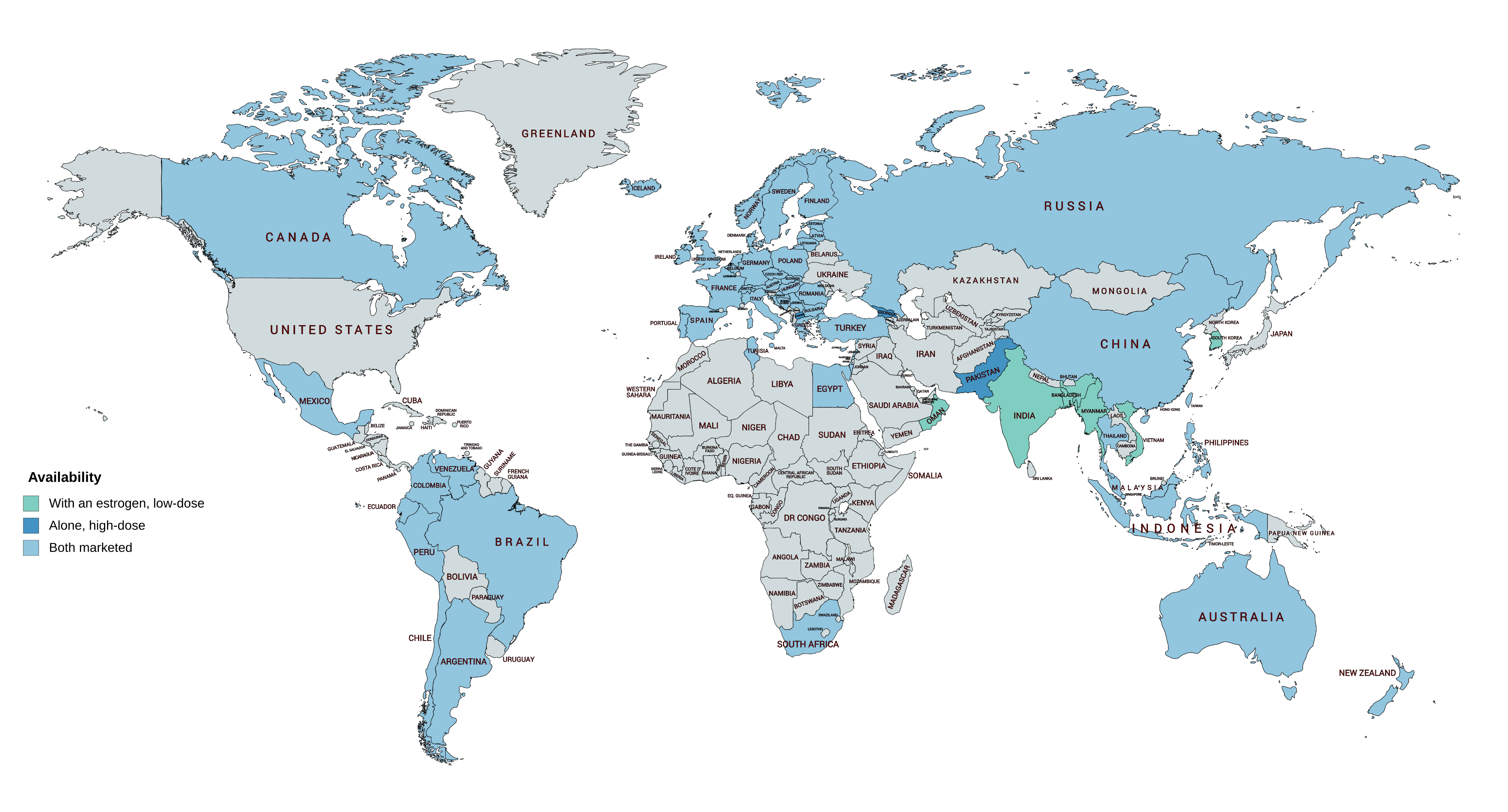
توافر سيبروتيرون أسيتات في البلدان في جميع أنحاء العالم (اعتبارًا من مارس 2018). يتم الجمع بين الفيروز والإستروجين بجرعة منخفضة، والأزرق الداكن وحده بجرعة عالية، والأزرق الفاتح متاحان.

سيبروتيرون أسيتات متاح على نطاق واسع في جميع أنحاء العالم، ويتم تسويقه في كل دولة متقدمة تقريبًا،  مع الاستثناءات الرئيسية الملحوظة للولايات المتحدة واليابان . في جميع البلدان تقريبًا التي يتم فيها تسويق اتفاقية السلام الشامل، فهي متوفرة بمفردها أو بالاشتراك مع هرمون الاستروجين في حبوب منع الحمل. يتم تسويق سيبروتيرون أسيتات على نطاق واسع بالاشتراك مع كل من ethinylestradiol وestradiol valerate . حبوب منع الحمل المحتوية على سيبروتيرون أسيتات متوفرة في كوريا الجنوبية، لكن سيبروتيرون أسيتات كدواء مستقل لا يتم تسويقه في هذا البلد. في اليابان وكوريا الجنوبية، يتم استخدام مضادات الأندروجين والبروجستين كلورمادينون أسيتات، بالإضافة إلى الأدوية الأخرى، بدلاً من سيبروتيرون أسيتات. الأماكن المحددة التي يتم فيها تسويق سيبروتيرون أسيتات تشمل المملكة المتحدة وأماكن أخرى في جميع أنحاء أوروبا وكندا وأستراليا ونيوزيلندا وجنوب إفريقيا وأمريكا اللاتينية وآسيا . لا يتم تسويق سيبروتيرون أسيتات في معظم أفريقيا والشرق الأوسط .  
لقد قيل أن عدم توافر سيبروتيرون أسيتات في الولايات المتحدة يفسر سبب وجود عدد قليل نسبيًا من الدراسات حوله في علاج الحالات التي تعتمد على الأندروجين مثل فرط الأندروجين والشعرانية عند النساء.

### توليد
أحيانًا يتم تجميع البروجستين في حبوب منع الحمل حسب الأجيال. في حين أن البروجستين الذي يحتوي على 19 نورتستوستيرون يتم تجميعه باستمرار في أجيال، فإن بروجستين الحمل المستخدمة أو التي تم استخدامها في حبوب منع الحمل عادةً ما يتم حذفها من هذه التصنيفات أو يتم تجميعها ببساطة على أنها «متنوعة» أو «حمل». على أي حال، تم وصف سيبروتيرون أسيتات بأنه بروجستين من «الجيل الأول» على غرار البروجستين ذات الصلة الوثيقة مثل خلات الكلورمادينون، أسيتات الميدروكسي بروجستيرون، وخلات الميسترول .

## ابحاث
تمت دراسة سيبروتيرون أسيتات واستخدامه مع جرعة منخفضة من ثنائي إيثيلستيلبيسترول في علاج سرطان البروستاتا . يؤدي الجمع إلى كبت مستويات هرمون التستوستيرون في نطاق الإخصاء، والذي لا يمكن تحقيقه عادةً باستخدام سيبروتيرون أسيتات وحده. تمت دراسة سيبروتيرون أسيتات كشكل من أشكال العلاج بالحرمان من الأندروجين لعلاج تضخم البروستاتا الحميد (تضخم البروستاتا). تمت دراسة الدواء في علاج سرطان الثدي أيضًا.
تمت دراسة سيبروتيرون أسيتات لاستخدامها كوسيلة منع الحمل الهرمونية الذكرية المحتملة سواء بمفردها أو بالاشتراك مع هرمون التستوستيرون لدى الرجال. كانت شركة Barr Pharmaceuticals قيد التطوير في العقد الأول من القرن الحادي والعشرين لعلاج الهبات الساخنة لدى مرضى سرطان البروستاتا في الولايات المتحدة. وصلت إلى المرحلة الثالثة من التجارب السريرية لهذا المؤشر وكان لها الاسم التجاري المؤقت CyPat ولكن تم إيقاف التطوير في نهاية المطاف في عام 2008. سيبروتيرون أسيتات ليست فعالة بشكل مرضٍ مثل مضادات الأندروجين الموضعية، على سبيل المثال في علاج حب الشباب . تم استخدام سيبروتيرون أسيتات لعلاج فرط الحساسية للإستروجين التهاب الفرج والمهبل لدى النساء.
تم التحقيق في سيبروتيرون أسيتات لاستخدامها في الحد من السلوك العدواني وإيذاء النفس من خلال آثاره المضادة للأندروجين في حالات مثل اضطرابات طيف التوحد، والخرف مثل مرض الزهايمر، والذهان. قد يكون سيبروتيرون أسيتات فعالاً في علاج الوسواس القهري (OCD). تمت دراسة سيبروتيرون أسيتات في علاج الصداع العنقودي عند الرجال.

## تعليمات تناول عقار سَيبْرُوتيرُون

### طريقة التناول
أقراص.

### عدد الجرعات
يوصى بتناول قرص الدواء في أوقات ثابتة ومحددة.
تُحَدَّدُ مُدَّةُ العلاج بصورة فردية من قبل الطبيب، ومن الممكن أن تمتد لعدة أشهر.

### الجرعة
علاج حب الشباب وكثرة الشعر المتوسطة لدى النساء: 2 مليغرام سَيبروتيرون بمستحضر واحد يدمج السَيبروتيرون مع الإيثينيل إستراديول (Ethinyl Estradiol)، لدورة من 21 يومًا وانقطاع لأسبوع.
للعلاج الهورموني مضاد هورمونات الذكورة لدى النساء: 10 مليغرامات من السَيبروتيرون (15 قرصًا) يُعطى مدموجًا مع حبوب ديانا (Diane – حبوب لمنع الحمل) أو إسْتيل (Estelle). يجب البدء بأخذ المستحضَرَيْن في اليوم الأول للحَيْض (اليوم الأول للنزيف) وبذلك يكون الاستمرار بأخذ حبوب الديانا أو الإسْتيل في الأيام الستة التالية لانتهاء الـ 15 قرصًا سَيبروتيرون.
يكون التوقف عن أخذ الدواء لـ 7 أيام، بعد 21 يومًا من أخذ الأقراص، وفي هذه الفترة يحدث نزيف الحيض. وهكذا تتواصل الدورة التالية.
للعلاج الهورموني مضاد هورمونات الذكورة عند الرجال: 50 مليغرامًا مرتين في اليوم.
لعلاج سرطان البروستاتة: 200 - 300 ملغرام في اليوم، يتم تقسيمها لـ 2 - 3 وجبات دواء.

### بداية الفعالية
بحسب الجرعة ودواعي الاستعمال (الاستطبابات – Indications).

### مدة الفعالية
بحسب الجرعة ودواعي الاستعمال (الاستطبابات - Indications).

### تغذية
يجب تناول الدواء مع الطعام.

### نسيان الجرعة
في حال نسيان وجبة الدواء يجب أخذها فورًا عند التذكر، إلا إذا حان موعد الوجبة التالية، عندها يجب تخطي الوجبة المنسية والإكمال كالعادة.
وسط النساء اللاتي يأخذن العلاج المدموج مع حبوب منع الحمل: في حال نسيان قرص دواء يجب أخذه خلال 12 ساعة.
إذا مرّت 12 ساعة من وقت التناول العادي، يمكن حدوث انخفاض بموثوقية (Reliability) نشاط قرص منع الحمل في هذه الدورة. على أي حال يجب تناول الأقراص الأخرى في موعدها العادي، وذلك لمنع حدوث نزيف وسيط مبكر. يجب خلال هذه الدورة، اتخاذ وسائل منع أخرى، غير هورمونية (مثل الواقي الذكري - Condom).

### وقف الدواء
لا يجوز إيقاف العلاج بالدواء، حتى إذا طرأ تحسن في الحالة الطبية، دون استشارة الطبيب.

### جرعة زائدة
في حال أخذ جرعة زائدة هناك خطر مرتفع لظهور آثار جانبية. يجب إخبار الطبيب المُعالِج، وقد تكون هناك حاجة لعلاج داعم.

## تحذيرات عند تناول الدواء سَيبْرُوتيرُون

### اثناء الحمل
يُمنع استعماله وقت الحمل. (X)
وُجد أنه يؤدي لإصابة في تطور الأعضاء الجنسية لدى الجنين الذكر.

### الرضاعة
لا يعطى. الدواء ينتقل إلى حليب الام ومن المحتمل ان يؤثر على الطفل. من المفضل عدم تناول الدواء أو عدم الإرضاع.

### الأطفال والرضع
لم يحدد مدى سلامة الاستعمال لدى الاولاد تحت جيل 18 سنة، يجب مراجعه الطبيب.

### كبار السن
احتمال كبير لظهور آثار جانبيه. من المحتمل ان تكون هنالك حاجه لتقليل الجرعة المعطاة.

### السياقة
يجب الامتناع عن السياقة حتى تتضح ماهية تأثير الدواء، حيث من الممكن ان يسبب ضبابية (طمس).

### العملية الجراحية والتخدير
يجب ابلاغ الطبيب الجراح أو الطبيب المخدر عن استعمال هذا الدواء.

## تأثيرات جانبية للدواء سَيبْرُوتيرُون
تعب
- شيوع التاثير: دارج
- ابلاغ الطبيب: في الحالات الحادة اكتئاب
- شيوع التاثير: نادر
- ابلاغ الطبيب: في كل حالة انخفاض الرغبة الجنسية
- شيوع التاثير: دارج
- ابلاغ الطبيب: في الحالات الحادة تغييرات في وزن الجسم
- شيوع التاثير: دارج
- ابلاغ الطبيب: في الحالات الحادة احتقان الثدي
- شيوع التاثير: دارج
- ابلاغ الطبيب: في الحالات الحادة فقر الدم- الأنيميا
- شيوع التاثير: نادر
- ابلاغ الطبيب: في كل حالة تغيرات في نمو الشعر
- شيوع التاثير: دارج
- ابلاغ الطبيب: في الحالات الحادة ظواهر جلدية
- شيوع التاثير: نادر
- ابلاغ الطبيب: في كل حالة

## أشهر الأسماء التجارية لعقار سَيبْرُوتيرُون
- أندروكور.